# Guerra de Numància
La Guerra de Numància es va iniciar el 143 aC com una revolta dels celtibers de Numantia i fou la tercera i darrera de les campanyes que va enfrontar la República de Roma i les forces celtiberes de la Hispània Citerior.

## Antecedents
Després de la guerra celtibera i la guerra lusitana, la República de Roma havien aconseguit pacificar la major part de la regió i posar-la sota el seu control.
Al voltant del 154 aC, va sorgir una important revolta a Numància, coneguda com la Segona guerra celtibera, en la que es va produir una llarga guerra de resistència entre les forces de la república romana i les tribus lusitanes d'Hispània. El pretor Servi Sulpici Servi Galba i el procònsol Luci Licini Lucul·le van arribar el 151 aC i van començar el procés de romanització en població local. Galba va trair als líders lusitans, als quals havia convidat a unes negociacions de pau i que després va matar, el 150 aC, donant un final poc gloriós a la primera fase de la guerra.
Els lusitans liderats per Viriat es van revoltar de nou el 146 aC, envaint la Turdetània en una guerra de guerrilles. i formant una lliga contra Roma amb els celtibers Els lusitans van gaudir d'un èxit inicial, vencent a l'exèrcit romà en la batalla de Tribola i saquejant Carpetània, i després vencent a un segon exèrcit romà en la Primera Batalla de la Muntanya Venus, i saquejant Segóbriga el 146 aC. El 144 aC, el general Quint Fabi Màxim Emilià va fer una reeixida campanya contra els lusitans, però va fracassar en els seus intents d'arrestar Viriat, que el 144 aC va vèncer als exèrcits romans en la Segona Batalla de Venus El 139 aC va ser finalment assassinat mentre dormia per tres dels seus companys, a qui Roma havia promès recompenses.

## La guerra
Els celtibers es van tornar a revoltar el 143 aC i Roma va enviar Quint Cecili Metel Macedònic va intentar sense èxit prendre Numància, però subjugat totes les altres tribus dels arevacs. El seu successor, Quint Pompeu, va ser inepte i va patir severes derrotes a les seves mans, per la qual cosa va negociar secretament la pau amb la ciutat, complint amb el tractat anterior. El 139 aC, Viriat va ser finalment assassinat mentre dormia per tres dels seus companys, a qui Roma havia promès recompenses.
El 138 aC va arribar un nou general, Marc Popil·li Laenes, i l'assumpte es va remetre al Senat romà per a un judici, i Roma va decidir fer cas omís de la pau Pompeu i va enviar Gai Hostili Mancí per continuar la guerra a 136 aC, que assaltat la ciutat i va ser rebutjat diverses vegades i finalment, rodejat per l'enemic, va haver de signar la pau amb la intervenció del seu qüestor Tiberi Grac que era molt respectat pels numantins. El tractat reconeixia amb molta probabilitat la independència de Numància i el seu territori, però el Senat no va ratificar-lo i els seus successors Luci Furi Fil i Gaius Calpurnius Piso evitar conflictes amb els numantins.
En el 134 aC, el cònsol Publi Corneli Escipió Emilià va ser enviat a Hispània Citerior per posar final a la guerra. Reclutant a 20.000 homes i 40.000 aliats, entre ells la cavalleria númida de Jugurta. Escipió va construir un anell de set fortaleses al voltant de Numància, abans de començar el setge. Després de patir la pesta i la fam, la majoria dels numantins supervivents es van suïcidar abans de rendir-se a Roma el 133 aC. Numància fou destruïda

## Conseqüències
Els que es van rendir foren venuts com esclaus i 50 van ser portats a Roma per participar en el triomf de Publi Corneli Escipió Emilià el 132 aC. La gran victòria dels romans sobre Numància va marcar el començament d'una era de pau duradora a Hispània fins a la guerra de Sertori més de mig segle després. Numància va quedar dos-cents anys despoblada. Queden unes restes de la ciutat prop de l'actual Sòria.